# William Lyne
Pour les articles homonymes, voir Lyne.
William John Lyne (6 avril 1844 - 3 août 1913) est un homme politique australien qui est premier ministre de Nouvelle-Galles du Sud et membre du premier gouvernement fédéral australien.

## Jeunesse
Lyne est né à Apslawn en Tasmanie. Il est le fils ainé de John Lyne, un propriétaire terrien qui est élu député de Tasmanie de 1880 à 1893,. Il quitte la Tasmanie à l'âge de 20 ans pour s'installer dans le nord du Queensland, mais trouvant que le climat ne lui convenait pas, il retourne en Tasmanie un an plus tard. Il travaille alors comme secrétaire de mairie pour la ville de Glamorgan. Dix ans plus tard, en 1875, il repart pour le continent et s'installe à Cumberoona près d'Albury en Nouvelle-Galles du Sud.

## Carrière politique
Lyne est élu député de Nouvelle-Galles du Sud en 1880. Membre du parti protectionniste, il est successivement ministre des Travaux Publics puis de l'Agriculture. Lyne est un fervent partisan du protectionnisme et se bat férocement pour des droits de douane élevés. Il est aussi un ardent défenseur du développement des chemins de fer.
Par une astuce de vote, il arrive à contraindre George Reid à la démission et occuper le poste de premier ministre en échange de concessions au parti travailliste,. Lyne avait promis des réformes pour le parti travailliste et 85 lois sont votées entre juillet et décembre, notamment la fermeture plus tôt des commerces de détail, la règlementation du travail dans les mines et l'indemnisation des accidents de travail, les retraites des personnes âgées et les services funèbres. 
Lyne est un opposant entêté à la création d'une fédération australienne. Il est un des représentants de la Nouvelle-Galles du sud à la convention de 1897 et siège au comité des finances mais n'a pas de grande influence sur les débats. Quand la campagne pour le référendum de 1898 en vue d'approuver le projet de Constitution a lieu, Lyne se déclare contre et au second référendum sur le sujet en 1899 il est le seul délégué de Nouvelle-Galles du Sud à dire qu'il n'est pas satisfait par le projet amendé de Constitution. George Reid après quelques hésitations se déclare entièrement d'accord avec le projet et le "oui" l'emporte avec une avance confortable.

## Carrière fédérale
En tant que Premier Ministre de l'État le plus peuplé, Lyne se considère comme celui à qui revient le premier poste de Premier Ministre d'Australie quand la fédération est créée le 1er janvier 1901. En décembre 1900 le premier gouverneur général d'Australie John Hope propose le poste à Lyne mais comme Lyne a été un opposant à la création de la fédération, la plupart des hommes politiques notamment Alfred Deakin disent au gouverneur qu'ils ne soutiendraient pas Lyne. Le gouverneur général est obligé de respecter le point de vue majoritaire et c'est Edmund Barton, le chef de file du mouvement fédérateur qui est nommé Premier Ministre.
Lyne devient Ministre de l'Intérieur dans le premier gouvernement Barton et est élu député de Hume aux premières élections législatives de mars 1901. Il est à la base du Commonwealth Franchise Act de 1902 qui prévoit l'introduction du suffrage féminin et la création d'un service public fédéral. Il reste à ce poste jusqu'à ce que Charles Kingston quitte le gouvernement et devient Ministre du Commerce et des Douanes le 7 août 1903. Il garde son poste quand Alfred Deakin devient Premier ministre fin septembre. Aux élections fédérales de décembre 1903, les électeurs attribuent sensiblement le même nombre de sièges aux trois grands partis et Deakin est forcé de démissionner en avril 1904 mais reprend son poste en juillet 1905 et Lyne récupère aussi le sien.
En avril 1907 Lyne accompagne Deakin à la conférence coloniale et réussit à persuader les hommes politiques anglais de la folie que représente une libre concurrence pour l'Australie. Deakin et Lyne reviennent en Australie en juin et quand Sir John Forrest démissionne de son poste de Ministre des Finances en juillet 1907, Lyne lui succède.
En novembre 1908, le parti travailliste retire son appui à Deakin, et Andrew Fisher le remplace jusqu'en juin 1909 quand Deakin et Joseph Cook s'associent pour former le Commonwealth Liberal Party. Lyne accuse Deakin de trahison et par la suite siège comme Protectionniste indépendant. Les amères critiques envers son ancien ami continuent pendant les onze mois du gouvernement Deakin mais celui-ci ne lui répond jamais. Le parti travailliste obtient une large majorité aux élections fédérales de 1910 et Lyne est élu comme travailliste indépendant. Lyne perd son siège aux élections suivantes en 1913 quand le Commonwealth Liberal Party l'emporte. 
Lyne meurt à Sydney quelques mois plus tard.